# Hans Jakob Oeri
Pour l’article homonyme, voir Oeri.
Hans Jakob Oeri est un peintre et dessinateur suisse né à Kybourg en 1782 et mort à Zurich en 1868. 

## Biographie
Fils d'un pasteur, Oeri fait son apprentissage à Kybourg puis à Zurich auprès du paysagiste Johan Kaspar Kutter (1747-1818). En 1803, il se rend à Paris où il devient élève de Jacques-Louis David. En 1809, il part pour la Russie, puis il revient à Zurich vers 1817.

## Œuvres
- Lucerne, Kunstmuseum Luzern (de) : Autoportrait, vers 1810-1820.
- Zurich, Kunsthaus : L'Atelier de Paris.